# Kalophrynus calciphilus
Kalophrynus calciphilus es una especie de anfibio anuro de la familia Microhylidae.

## Distribución geográfica
Esta especie es endémica del estado de Sarawak en el este de Malasia, en la isla de Borneo. Habita entre los 70 y 1200 m de altitud en el Parque Nacional Gunung Mulu.

## Publicación original
- Dehling, 2011 : A new karst-dwelling species of Kalophrynus (Anura: Microhylidae) from Gunung Mulu National Park, Borneo, Malaysia. Zootaxa, n.º 2737, p. 49-60.[3]